# Catharsius furcillatus
Catharsius furcillatus là một loài bọ cánh cứng trong họ Bọ hung (Scarabaeidae).